# Var Kamareh
Var Kamareh (persiska: ور كمره, وزکمه) är en ort i Iran.   Den ligger i provinsen Ilam, i den västra delen av landet, 500 km sydväst om huvudstaden Teheran. Var Kamareh ligger 388 meter över havet och antalet invånare är 141.
Terrängen runt Var Kamareh är varierad. Var Kamareh ligger nere i en dal. Runt Var Kamareh är det ganska glesbefolkat, med 28 invånare per kvadratkilometer. Närmaste större samhälle är Sarāb-e Rajab, 11,5 km nordväst om Var Kamareh. Omgivningarna runt Var Kamareh är i huvudsak ett öppet busklandskap.